# ألكسندر بتروف (لاعب كرة قدم)
ألكسندر بتروف (بالروسية: Александр Петров)‏ (27 مايو 1984 - ) هو لاعب كرة قدم روسي في مركز الهجوم. لعب مع أنجي محج قلعة وتوربيدو موسكو وطربيدو أوليارت ‏ وFC Volgar Astrakhan ‏ وFC Reutov ‏ وFC Zenit Penza ‏.

## وصلات خارجية
- ألكسندر بتروف (لاعب كرة قدم) على موقع قاعدة بيانات كرة القدم.إي يو (الإنجليزية)